# ASAP Ferg
ASAP Ferg, właśc. Darold Durard Brown Ferguson Jr (ur. 20 października 1988 w Harlemie) – amerykański raper i członek hip-hopowej grupy ASAP Mob. W styczniu 2013 podpisał kontrakt muzyczny z wytwórniami Polo Grounds Music i RCA Records. Swój debiutancki album zatytułowany Trap Lord wydał 20 sierpnia 2013 i spotkał się z pozytywnymi recenzjami.
Ferg posiada swoją markę odzieżową Traplord, która nosi nazwę po debiutanckim albumie rapera.
Laureat nagrody BET Hip Hop Awards w kategorii Debiutant roku. Ponadto był nominowany do tej samej nagrody w kategorii Reżyser teledysku roku.

## Życiorys
Darold Ferguson, Jr. urodził się 20 października 1988 w dzielnicy Nowego Jorku – Harlemie. Jego ojciec, Darold Ferguson, był właścicielem butiku i produkował ubrania dla wytwórni Bad Boy Records oraz współpracował z takimi osobami jak Teddy Riley, Heavy D, Biell Biv DeVoe. Przed rozpoczęciem przygody z muzyką Ferg interesował się modą. Po śmierci ojca, który zmarł z powodu niewydolności nerek, młody Darold zaczął projektować własne linie odzieży i biżuterii, uczęszczając jednocześnie do szkoły artystycznej. W 2005 założył firmę odzieżową Devoni Clothing, która wkrótce potem produkowała paski do spodni dla takich artystów jak: Chris Brown, Swizz Beatz czy Diggy Simmons.

## Dyskografia
- Trap Lord (2013)
- Always Strive And Prosper (2016)[6]
- Still Striving (2017)
- Floor Seats (2019)
- Floor Seats II (2020)

## Filmografia
| Rok  | Tytuł               | Rola                | Sczegóły                                                            |
| ---- | ------------------- | ------------------- | ------------------------------------------------------------------- |
| 2016 | Animals             | Bodega Cat 1 (głos) | Epizod: Flies                                                       |
| 2018 | Sugar               | On sam              | Epizod: A$AP Ferg drops in on a deserving NYC public school teacher |
| 2019 | Goldie              | Tiny                |                                                                     |
| 2020 | The Eric Andre Show | On sam              | Epizod: The A$AP Ferg Show                                          |
| 2021 | Nailed It!          | On sam              | Epizod: Can't Believe It's Cake!                                    |